# Don Leopardo
Don Leopardo es el nombre del tercer disco de estudio de la banda argentina Bersuit Vergarabat. Este CD fue lanzado en el año 1996, tres años después de Asquerosa Alegría (1993). Su lanzamiento acabó desmintiendo todos los rumores en torno a una posible separación de la banda, que en los años previos había perdido estabilidad por culpa de diversos excesos y una falta de profesionalismo por parte de sus miembros. Este disco es el último en el que Rubén Sadrinas participa como vocalista, quién más adelante sería reemplazado por Daniel Suárez, Germán "Cóndor" Sbarbati y Héctor «Limón» García.
Los cortes de difusión de este trabajo fueron «Espíritu de esta selva» y «Bolero militar». Para ambos sencillos se rodaron videoclips. También contiene temas clásicos de la banda como «Mi caramelo», «Ojo por ójojo», «Al fondo de la red» y «Ruego».
Debido a cuestiones de marketing, el nombre original "Las increíbles aventuras de Don Leopardo Vir Thomsio" fue acortado a "Don Leopardo".

## Lista de canciones
| N.º | Título                   | Letras          | Música                                               | Duración |  |
| 1.  | «Espíritu de esta selva» | Cordera, Subirá | Cordera, Subirá, Céspedes, Martín, Righi, Verenzuela | 3:49     |  |
| 2.  | «Bolivian surf»          | Cordera, Subirá | Cordera, Subirá, Céspedes                            | 2:59     |  |
| 3.  | «Bolero militar»         | Cordera, Subirá | Cordera, Subirá                                      | 3:29     |  |
| 4.  | «Yo no fui»              | Cordera, Subirá | Céspedes                                             | 5:02     |  |
| 5.  | «Cajón 5 estrellas»      | Cordera, Subirá | Céspedes, Verenzuela                                 | 3:07     |  |
| 6.  | «Cielo trucho»           | Cordera, Subirá | Céspedes                                             | 3:10     |  |
| 7.  | «Abundancia»             | Cordera, Subirá | Cordera, Subirá                                      | 1:06     |  |
| 8.  | «Ojo por ójojo ôô»       | Cordera, Subirá | Martín, Verenzuela                                   | 2:57     |  |
| 9.  | «La mujer perfecta»      | Cordera, Subirá | Cordera, Subirá, Righi                               | 11:59    |  |
| 10. | «Madrugón»               | Cordera, Subirá | Cordera, Subirá                                      | 4:05     |  |
| 11. | «Ruego»                  | Cordera, Subirá | Cordera, Subirá                                      | 4:09     |  |
| 12. | «Querubín»               | Cordera, Subirá | Cordera, Subirá, Céspedes                            | 4:06     |  |
| 13. | «Encapuchados»           | Cordera, Subirá | Cordera, Subirá, Céspedes, Righi                     | 5:34     |  |
| 14. | «En trance»              | Cordera, Subirá | Cordera, Subirá, Céspedes                            | 3:35     |  |
| 15. | «Réquiem»                | Cordera, Subirá | Cordera, Subirá                                      | 1:16     |  |
| 16. | «Al fondo de la red»     | Mauricio Ubal   | Mauricio Ubal                                        | 4:50     |  |
| 17. | «Piel de gallina»        | Martín          | Céspedes                                             | 3:37     |  |
| 18. | «Mi caramelo»            | Cordera         | Cordera                                              | 3:18     |  |

## Curiosidades
- Los primeros quince temas forman parte de una obra conceptual acerca de un personaje imaginario llamado Don Leopardo Vir Thomsio y en su mayoría fueron compuestas en Mar del Plata en el verano de 1993.
- La canción titulada «Al fondo de la red», es un cover del músico uruguayo Mauricio Ubal.
- La canción titulada «Mi caramelo» fue compuesta en 1982, y a pesar de que Cordera prometía no incluirla nunca en algún disco, terminaron incluyéndola en este.
- La canción titulada «La Mujer Perfecta», es una improvisación colectiva de aproximadamente de doce minutos de duración.
- A pesar de estar incluido en Asquerosa Alegría (el disco anterior), «Los elefantitos» forma parte de la historia de Don Leopardo.

## Videoclips
- «Espíritu de Esta Selva»
- «Bolero Militar»

## Personal
- Gustavo Cordera - Voz.
- Juan Subirá - Teclados y voz en 8 y 16.
- Pepe Céspedes - Bajo, guitarras y voz.
- Carlos Enrique Martín - Batería, percusión y programación.
- Oscar Righi - Guitarra, coros y programación.
- Alberto Verenzuela - Guitarra y coros.
- Rubén Sadrinas - Voz en 1 y 2.

## Invitados
- Pochi Fernández - Percusión y voz en 3 y 4; Percusión en 10 y 13.
- Charly Bianco - Guitarras en 4, 10, 11 y 13.
- Gachi Soler - Clarinete en 17.
- Eduardo Avena - Percusión y coros en 16.
- Macaya Márquez - Comentarios en 16.
- Gustavo (Pinito) Banavídez - Violín en 2.
- Jorge Alarcón - Risas en 7.